# Rabuni
Rabuni es la capital administrativa de los campos de refugiados de la provincia de Tinduf, en el suroeste de Argelia. Rabuni se encuentra en el sur de la ciudad de Tinduf.
Rabuni es el centro de protocolo y acogida de la República Árabe Saharaui Democrática. Es la sede de los distintos ministerios y oficinas del Frente Polisario y centro neurálgico de la zona.
Existe un museo de la Guerra que contiene tanques, balas, armas y minas usadas durante la guerra entre el Sáhara occidental y Marruecos durante los años que van de 1975 a 1991. También muestra la historia del héroe nacional del Sáhara occidental El Uali Mustafa Sayed quien luchó primero contra España y después contra Marruecos.
El 22 de octubre de 2011, en el campo de refugiados de Rabuni, un grupo de asaltantes secuestró a tres cooperantes: el mallorquín Enric Gonyalons, de la Fundación Mudubat –con sede en Bilbao–; Ainhoa Fernández, miembro de la Asociación de Solidaridad con el Pueblo Saharaui de Extremadura y la italiana Rosella Urru.